# William Hey
William Hey, né vers 1733 et mort le 3 mars 1797 à Londres, est un juriste britannique. De 1766 à 1776, il est juge en chef de la province de Québec.